# Bastoncini di zucchero
I bastoncini di zucchero sono un tipo di caramella dura e allungata, dalla forma di bastone. Sono tradizionalmente costituiti da due fasce intrecciate di colore bianco e rosso, al sapore di menta o cannella, benché siano in commercio numerosissime varianti sia di gusto che di colore.
Nelle loro prime forme erano semplicemente dei bastoncini bianchi per bambini, privi di qualunque aspetto di bastone, e benché non sia certo il momento in cui essi sono apparsi per la prima volta, è dimostrato che già da metà del XVII secolo erano molto diffusi in Europa.
Tradizionalmente è associato al periodo natalizio soprattutto nel mondo occidentale. Infatti nell'America del Nord, i primi esempi di utilizzo dei bastoncini di zucchero per festeggiare il Natale sono documentati intorno all'anno 1847, quando un emigrato di origini tedesche-svedesi di nome August Imgard appese un bastoncino di zucchero su un albero di Natale. Le cartoline di Natale dei decenni successivi iniziarono a mostrare alberi di Natale addobbati con bastoncini di zucchero.
La prima ditta a produrre i bastoncini di zucchero fu la Bobs Candies di Bob McCormack negli anni venti del XX secolo, benché la produzione di massa iniziò soltanto negli anni cinquanta grazie alle innovazioni tecnologiche.

## Origini
Secondo il folklore, la nascita dei bastoncini di zucchero così come li conosciamo oggi risalirebbe al 1670, quando il direttore del coro della Cattedrale di Colonia, in Germania, nel tentativo di rimediare al trambusto che i bambini facevano in chiesa durante le celebrazioni religiose, chiese ad un produttore di caramelle locale di realizzare qualche bastoncino di zucchero da dare ai bambini poco prima dell'inizio della messa. Quando alcuni fedeli gli chiesero se fosse educativo dare delle caramelle ai bambini durante le funzioni religiose, il direttore del coro rispose che esse erano fatte a forma di bastone, e che avrebbero ricordato ai bambini la visita dei pastori alla grotta dove nacque il Bambin Gesù la notte del 25 Dicembre. In aggiunta, il colore bianco del bastoncino avrebbe dovuto ricordare ai bambini l'innocenza con cui visse il Salvatore. Da qui l'associazione dei bastoncini di zucchero con le festività natalizie.
Al di là del folklore, la prima attestazione certa sulla produzione ed il consumo dei bastoncini di zucchero risale al 1837, anno in cui, visitando l'Esibizione Meccanica dell'Associazione Caritatevole del Massachusetts, si potevano acquistare delle scatole per bambini con all'interno questi sfiziosi bastoncini zuccherati. Risale invece al 1844 la prima ricetta su come realizzare in casa i bastoncini di zucchero. Nel 1882 si ha invece il primo albero natalizio addobbato con i bastoncini di zucchero.